# Читтаделла
Читтаделла (итал. Cittadella) — город в Италии, располагается в провинции Падуя области Венето.
Население составляет 19942 человека (2008 г.), плотность населения составляет 546 чел./км². Занимает площадь 37 км². Почтовый индекс — 35013. Телефонный код — 049.
Покровителями коммуны почитаются святые Просдоций и Донат из Ареццо, празднование в четвёртое воскресение октября. 
В городе располагается футбольный клуб «Читтаделла».

## Демография
Динамика населения:

## Администрация коммуны
- Официальный сайт: http://www.comune.cittadella.pd.it/